# Всё будет хорошо! (фильм, 1995)
«Всё будет хорошо!» — российский художественный фильм режиссёра Дмитрия Астрахана, снятый в 1995 году.

## Сюжет
1990-е годы. Рабочие металлического завода одного крупного, но провинциального города толпятся у проходной. Внезапно одному становится плохо — он осознал что сегодня первый день его пенсии, но от радости или от сожаления за 40 лет проведённых на нелюбимой работе, у него случается сердечный приступ и он умирает. Одним из свидетелей становится Коля Орлов.
Действие возвращается на пару лет назад. Колю провожает в армию его подруга и сводная сестра Оля (поскольку его мать и её отец живут в фактическом браке). В это же время в Москве бизнесмен Константин Васильевич Смирнов провожает на учёбу в Принстонский университет своего сына Петю.
Коля и Оля живут в рабочем общежитии на окраине города. Его жители, наполненные своими горестями и заботами, давно стали для Коли и Оли большой семьей. Одинокий, прикованный к инвалидной коляске дедушка тоскует по пропавшей без вести жене, Андрей Самсонов, бывший десантник, беспробудно пьёт, но всем сердцем любит своего сына Петьку и по возможности учит его тому, что сам умеет, Сергей Карелов, обидевшись на свою подругу Верку, за то что она усомнилась в его музыкальных способностях, уходит с одной гитарой и обещанием что вернется ровно через год богатым и успешным певцом на белом мерседесе. Семен Тузов, отец Оли, некогда талантливый музыкант, сейчас практически не выступает из-за пьянства, но руководит самодеятельным оркестром в своем общежитии. Все эти новости Оля рассказывает Коле в письмах.
Коля приходит из армии и в этот же день в его жизни начинаются бурные перемены. Вместе с Олей они подают заявление в ЗАГС. В это же время в город приезжает Константин Васильевич, когда-то повстречавший в этом общежитии свою первую любовь Екатерину (маму Коли). Естественно, он не может не навестить её сегодня. Узнав о свадьбе, он берется ускорить и полностью оплатить торжество и даже делает солидные свадебные подарки — квартиру и автомобиль. Но с выбором профессии у Коли получается заминка — у парня нет мечты! Смирнов просит Колю подумать ещё, но он просто идет и устраивается на работу на завод, где работает большинство соседей.
Оля собирается поступить в институт, ходит на курсы английского языка, занимается музыкой и гимнастикой. В отличие от Коли у неё есть мечта — получить образование и поехать жить за границу. В институте Оля и Коля видят выступление молодого талантливого математика, им оказывается сын Константина Васильевича, Петя, лауреат Нобелевской премии. Оля мечтает с ним встретиться, что происходит уже через несколько часов. Петя влюбляется в невесту Николая и встречает ответные чувства. Оле мучительно трудно даётся выбор: ей нравится быть с Петей, но она уже подала заявление в ЗАГС вместе с Колей и чувствует ответственность — если она его бросит, то он умрёт. Коля тоже понимает что он, как жених, откровенно слабый вариант, а под влиянием слов Константина Васильевича он начинает представлять себя на месте других, более успешных чем он: талантливого математика, известного музыканта, но всё равно не может понять — какая у него мечта? Сам Смирнов пытается возобновить отношения с Екатериной — они проводят вместе ночь, Константин хвалится своими успехами и испытаниями, через которые прошёл, намекает, что его финансовые возможности почти безграничны и зовет уехать из этого города вместе с ним. Но Катя отказывается, опасаясь что он может не простить обиды молодости — ведь именно она ему отказала в браке, посчитав бесперспективным, а также повторяет мотивировку Оли по отношению к Коле — если она бросит Семёна, то тот умрёт.
На другой день всех жителей общежития приглашают на презентацию проекта, с которым приехал Константин Васильевич — он собрался строить в городе Диснейленд. В качестве партнёра, в город прибывает японский бизнесмен — господин Ахиро. Он планирует посетить театр, куда также собрались пойти Андрей Самсонов, с сыном и женой. Билеты на балет «Щелкунчик» им подарил Семен Тузов — отец Оли. В театре обнаруживается что билеты были на неудобные места, откуда плохо видно сцену, и Самсонов, чтобы не расстраивать сына, проводит его в VIP-ложу, приготовленную для иностранных гостей. Возникает конфликт с администратором, который вызывает милицию и ОМОН — начинается драка. Прибывший Ахиро оценивает мужество, с которым Самсонов защищает сына, сам разгоняет бойцов имевшимся у него мечом-катаной. Ахиро и Самсонов становятся друзьями. Тем временем дедушка из общежития совершает дерзкий поступок — цепляется альпинистским крюком за проезжавший грузовик и отправляется на инвалидной коляске на поиски жены (накануне он получил от неё письмо и узнал что она 15 лет была парализована и находилась в доме для инвалидов в 200 километрах от города). Безопасность его перемещения обеспечили милицейский наряд с вертолётом, которых по просьбе Ахиро послал полковник милиции, пытаясь извиниться за поведение его бойцов в театре. А на презентации происходит конфликт между Петей и Колей. Петя вручает корону королевы праздника Оле и потом они целуются. Коля, в котором взыграла ревность, дает Оле пощечину, но получает по лицу от Пети. Оля возмущена: десантник, а даже морду толком набить не может. Тем же вечером к Верке приезжает, как и обещал, её жених Сергей Карелов. Забрав невесту с собой, он сразу же уезжает оставив бывшим соседям несколько ящиков водки и шампанского. Посрамленный Коля отправляется с друзьями отмечать мальчишник и напивается до потери сознания.
Оля проводит предсвадебную ночь с Петей. Утром она несмотря на уговоры, отправляется к жениху, который всю ночь проспал и ничего не помнит. Молодожены собираются в ЗАГС. Коля отказывается от подаренного Смирновым костюма и одевается в свою военную форму. Отец доказывает Пете, что он достоин такой девушки как Оля, и он едет на празднование с целью поздравить молодых. Коля отводит гостя в сторону, отдает ключи от машины и квартиры, сажает свою невесту и Петю в машину и просит его уехать. Когда они уезжают, Коля бросает на землю обручальное кольцо и возвращается к гостям.
Проходит несколько месяцев. Оля и Петя счастливо живут за границей, Коля идет на работу и в уме сочиняет письмо Оле — рассказывает о соседях: Дедушка остался жить в доме престарелых со своей женой. Целитель — подручный господина Ахиро избавил их обоих от недугов и они теперь могут ходить. Самсонов, который с помощью того же целителя избавился от пьянства, посетил с семьей Японию; Верка и Сергей Кареловы гастролируют, а Петю Смирнова Коля видел по телевизору — он приезжал в Москву на симпозиум. На проходной Коля видит смерть пенсионера, и его посещает очередное видение: как будто Олю и Петю выдворили из США и сейчас они стоят на улице напротив завода и побираются. Он выскакивает, понимает что ему почудилось и немного постояв, не возвращается на работу, а уходит по улице, возможно, осознав что пора идти искать свое счастье.
Фильм шёл по телевидению в двух вариантах — двухсерийном (изначально) и односерийном. В укороченном варианте вырезаны некоторые сюжеты, способные полностью изменить восприятие зрителями героев фильма (в частности, не показаны большинство Колиных видений, в которых он ищет свою мечту, и рассказ Константина Смирнова о том как он сидел в тюрьме за свои первые проекты в бизнесе и как забрал сына от жены и даже инсценировал её смерть, чтобы объяснить причину отсутствия у Пети матери).

## Создание фильма
Фильм снимался в Санкт-Петербурге и в посёлке Красная Заря Всеволожского района Ленинградской области. Для съемок приметили старое здание общежития, которое отвечало замыслу режиссёра, и поэтому в создании особенных декораций необходимости не было.
На роль Коли пробовался Михаил Пореченков, а на роль Оли — Амалия Мордвинова.

## Фестивали и награды
- 1995 — Гран-при «Афродита» МКФ «Любовь – это сумасшествие» в Варне
- 1995 — «Кинотавр» — номинация: Гран-при Большого конкурса
- 1995 — Гран-при за лучший фильм «Золото Лістапада» на кинофестивале «Листопад» в Минске

## В ролях
| Актёр               | Роль                                                  |
| ------------------- | ----------------------------------------------------- |
| Анатолий Журавлёв   | Коля Орлов                                            |
| Ольга Понизова      | Оля Тузова                                            |
| Марк Горонок        | Петя Смирнов                                          |
| Александр Збруев    | новый русский бизнесмен Константин Васильевич Смирнов |
| Ирина Мазуркевич    | тётя Катя Орлова, мать Коли                           |
| Валентин Букин      | Семён Петрович Тузов, отец Оли                        |
| Михаил Ульянов      | дедушка                                               |
| Владимир Кабалин    | дядя Вова, начальник охраны Смирнова                  |
| Валерий Кравченко   | Андрей Самсонов                                       |
| Ольга Беляева       | Тамара Самсонова, жена Андрея                         |
| Евгения Игумнова    | переводчица с японского                               |
| Антонина Введенская | подруга Оли, соседка по общежитию                     |
| Геннадий Свирь      | Сергей Карелов, музыкант, певец                       |
| Ирина Трофимова     | Верка                                                 |
| Анна Банщикова      | Маша Савельева, Мисс «Телевидение»                    |
| Андрей Федорцов     | приятель Коли                                         |
| Александр Глазун    | сосед по общежитию, дальнобойщик                      |
| Валентина Панина    | Наташа, жена дедушки                                  |
| Владимир Лелётко    | командированный                                       |
| Артур Ваха          | администратор театра                                  |
| Юра Високоборскис   | Петя, сын Самсоновых                                  |
| Валерий Никитенко   | ведущий презентации                                   |
| Александр Сластин   | милиционер                                            |
| Виктор Гоголев      | работник завода, вышедший на пенсию                   |
| Дмитрий Астрахан    | математик                                             |
| Оксана Скачкова     | соседка по общежитию                                  |
| Борис Чердынцев     | сосед по общежитию (нет в титрах)                     |
| Иван Паршин         | эпизод (нет в титрах)                                 |

## Съёмочная группа
| Режиссёр   | Астрахан, Дмитрий Хананович |
| Сценарист  | Олег Данилов                |
| Оператор   | Юрий Воронцов               |
| Композитор | Александр Пантыкин          |